# 长果报春

长果报春（学名：Bryocarpum himalaicum），为报春花科长果报春属下的一个种。